# Saharska Arapska Demokratska Republika
Ovo je članak o velikim dijelom nepriznatoj državi s vladom u egzilu. Za članak o teritoriju bivše španjolske kolonije za čiju upravu se nadmeću SADR i Maroko pogledajte članak Zapadna Sahara.
Saharska Arapska Demokratska Republika je nepriznata država s vladom u egzilu koju je osnovao saharavski pobunjenički pokret Polisario 27. veljače 1976. godine. Ova vlada trenutno kontrolira oko 20% traženog teritorija koji odgovara bivšoj španjolskoj koloniji Zapadnoj Sahari. Ostatkom upravlja Kraljevina Maroko pod nazivom Južne pokrajine. Polisario ove marokanske pokrajine smatra okupiranim područjem, dok područje pod vlastitom kontrolom, koje se nalazi uz granicu s Mauritanijom, smatra slobodnom zonom. Maroko ovo područje pod upravom Polisarija smatra tampon područjem.

## Ime
Budući da je ova država nepriznata od velikog broja zemalja, nije članica UN-a, te time ne postoji ni službeni hrvatski prijevod za ovu državu. Inačice koje se mogu naći na hrvatskom su: Saharska Arapska Demokratska Republika, Demokratska Arapska Republika Sahara, Arapska Demokratska Republika Sahara i sl. Službeni naziv kojeg ova država koristi kao članica Afričke unije je République arabe sahraouie démocratique, gdje sahraouie označava narod Sahravi koji živi na području Zapadne Sahare.

## Povijest
Nakon odlaska Španjolaca iz Španjolske Sahare, Španjolska, Maroko i Mauritanija su potpisali Madridske sporazume koji su vodili priključivanju teritorija Maroku i Mauritaniji. Rat je uslijedio nakon što je nezavisnost počela tražiti Fronta Polisario, koja je tvrdila da predstavlja domorodačko saharavsko stanovništvo. Samoproglašenje Saharske Arapske Demokratske Republike zbilo se u Bir Lehlu 27. veljače 1976. godine. Bir Lehlu je Polisario držao sve do prekida vatre 1991. godine, a vlada u egzilu ga i dalje smatra glavnim gradom. Maroko glavnim gradom smatra El Aaiún. Vlada u egzilu djeluje u izbjegličkim logorima u vilajetu Tindouf u Alžiru.

## Vlada
Na čelu države nalazi se predsjednik koji imenuje premijera. Vlast SADR-a sastoji se od vijeća ministara (na čelu s premijerom), sudbene vlasti (suce imenuje predsjednik) i parlamenta. Zbog djelovanja u egzilu, mnoge grane vlasti još uvijek ne funkcioniraju.
Vlada SADR-a djeluje u izbjegličkim kampovima u zapadnom Alžiru. Sjedište je kamp Rabouni koji se nalazi južno od grada Tindoufa. Neki službeni događaji odvijaju se na prostoru Zapadne Sahare u području koje kontrolira SADR, većinom u gradovima Bir Lehlu i Tifariti.

## Međunarodni odnosi
██ Diplomatski odnosi na razini veleposlanika
██ Diplomatsko priznanje
██ Diplomatski odnosi ili priznanje zamrznuti ili suspendirani
██ Diplomatski odnosi ili priznanje poništeno ili povučeno
Neke države, većinom afričke, priznale su Zapadnu Saharu kao neovisnu državu, s vladom Saharske Arapske Demokratske Republike kao jedinom zakonitom vladom.
Nakon priznavanja neovisnosti Zapadne Sahare, neke države su povukle svoje priznanje. Određeni dio država zamrznuo je priznanje u iščekivanju rezultata referenduma o nezavisnosti ili nekih drugih razloga.
SADR ima ili je imala diplomatske odnose s 85 država svijeta (84 članice UN-a i Južna Osetija), od kojih:
- 45 priznaju SADR.
- 18 od tih 45 imaju veleposlanstva SADR-a.
- 40 je zamrznulo ili povuklo priznanje.

Zapadnu Saharu kao marokanski teritorij priznaje Arapska liga i oko 25 država.
Saharska Arapska Demokratska Republika nije članica UN-a, ali je članica Afričke unije. Zbog njezinog članstva, Maroko je povukao svoje članstvo iz unije te je jedina afrička zemlja koja nije članica. SADR također nije članica ni Arapske lige niti Arapske magrepške unije.

## Vanjske poveznice
Službene stranice
- (fr.)(arap.)(engl.)(šp.)Sahara Press Service  Službena novinska agencija SADR-a
- (šp.) RASD TV Službeni televizijski kanal
- (arap.) SADR National Radio  Arhivirana inačica izvorne stranice od 27. ožujka 2015. (Wayback Machine) Službena radijska stanica
- SADR Oil & Gas 2005 Ponude za licence na naftu i plin

Ostalo
- (engl.)Western Sahara Online  Arhivirana inačica izvorne stranice od 28. ožujka 2019. (Wayback Machine)
- (fr.)(engl.)(šp.)Udruga za slobodni i pošteni referendum u Zapadnoj Sahari (ARSO)